# Efraín Bischoff
Efraín Urbano Bischoff (Ensenada de Barragán, 30 de setembre de 1912 - Córdoba, 8 d'agost de 2013) va ser un reconegut historiador argentí.

## Carrera
Va néixer el 30 de setembre de 1912 a Ensenada de Barragán, llavors barri de La Plata (Província de Buenos Aires). Va cursar els seus estudis primaris a Ensenada i des de 1921 a Cruz del Eje, a la província argentina de Córdoba, i després estudis secundaris a la capital cordobesa, fins a 1935, en diversos instituts, entre ells el Col·legi Sant Tomàs.
El 9 de juliol de 1929 va publicar el seu primer article sobre un tema d'història al diari La Idea de Cruz del Eje, per continuar després en altres publicacions de Córdoba i el país.
El 15 de juliol de 1932 va donar a conèixer «Rufo, el cantor», el primer radioteatre emès a Córdoba, seguint amb nombroses produccions d'aquesta índole fins a arribar a gairebé noranta novel·les de ràdio i quaranta-tres obres de teatre estrenades. Moltes d'elles van aconseguir difusió nacional com també internacional.
El 23 de març de 1940 es va casar amb Rebeca Felisa Arce, amb qui després va tenir els seus fills Eduardo Efraín (fills Victoria, Lucas, María José i Mariano) i Susana Isabel (fills Virginia, Gabriela i Pablo). La seva esposa va morir el 13 de setembre de 1987.
La seva activitat va continuar en la ràdio a Córdoba i després a la televisió, per diverses dècades, així mateix va ser Secretari del Museo Histórico Provincial "Marqués de Sobre Monte", el 1946.
El 1948 va ser secretari de la Comissió Provincial de Cultura; subsecretari de Cultura de la Província (1969-1971); investigador a l'Institut d'Estudis Americanistes de la Universitat Nacional de Córdoba (1948-1978); professor d'Història Argentina a l'Escola Manuel Belgrano de la Universitat (1951-1974); professor a l'Escola de Periodisme Fray Fernando de Trejo y Sanabria de Córdoba (1971-1978). Des de 1957 era membre fundador de la Junta Provincial d'Història de Córdoba, com així mateix era membre corresponent de nombroses acadèmies d'història de l'Argentina i d'altres països. A la província de Córdoba, sis biblioteques han estat batejades amb el seu nom com a reconeixement a la seva àmplia tasca evocativa. Ha obtingut diversos premis a Córdoba i el país.
Va ser redactor en el diari Los Principios de Córdoba fins a 1982; subcorresponsal en aquesta ciutat del diari La Nación de Buenos Aires (1956-1978), quan es va jubilar; redactor i coordinador de la Guia de Córdoba Cultural, de la sotssecretaria de Cultura de la Municipalitat de Còrdova, (1980-j1983). A més, publicava la columna setmanal Historias al diari cordobès Comercio y Justicia.
El 17 de novembre de 1983, la Municipalitat li va retre homenatge per la seva tasca intel·lectual a l'auditori Obispo Mercadillo de la capital cordobesa, al qual van assistir les autoritats provincials i municipals que deixaven el comandament i les que anaven a assumir-lo.
Sent subsecretari de Cultura de la Província de Córdoba va crear el Museu Manuel de Falla a la ciutat d'Alta Gràcia, a la casa on havia residit i mort l'il·lustre músic. Així mateix, va crear el Museu del Teatre i la Música, Cristóbal d'Aguilar i que funciona en el Teatre General San Martín de la Ciutat de Córdoba.
El 1994 va rebre el Premi Konex (Diploma al Mèrit en la disciplina Història). El 10 de juliol de 2003 la Universitat Nacional de Córdoba li va atorgar el títol de Doctor honoris causa.
Entre llibres i fullets, portava una mica més de 322 títols publicats, entre els quals es destaquen Historia de Córdoba en els seus tres volums, Tres siglos de teatro en Córdoba, El general San Martín en Córdoba, i La Inquisición en Córdoba.
Va morir el 8 d'agost de 2013 a Córdoba, Argentina.

## Obra

### Llibres i fullets
Algunes de les seves publicacions són: 
- Huellas, poesia, Córdoba, 1933;
- Juan Chassaing, el poeta de la bandera, biografia, 1944;
- La Córdoba que vio el Libertador, 1948;
- Tres siglos de Teatro en Córdoba (1600-1900), 1961;
- Los jesuitas en Córdoba, Buenos Aires, 1968;
- El cura Brochero, un obrero de Dios, 1977;
- San Martín en Córdoba, 1978;
- Cuando Nacía una Esperanza.., 1991;[2]
- Historia de los barrios de Córdoba, sus leyendas, instituciones y gente, 3a edició 1992
- Cielo de patio, poesies, Córdoba 1994;
- la sèrie Historia de Córdoba amb diverses edicions; San Martín y Córdoba, 1996;
- Eternidad en Córdoba, 7a edició, 1998;
- Córdoba en Enaguas, 2a edició, 2007

Al desembre de l'any 2017 la Unió Industrial de Córdoba va publicar la seva obra pòstuma Historia de la Indústria de Córdoba, en una edició de més de 400 pàgines que conté tota la història de la indústria d'aquesta ciutat.

### Teatre
Algunes obres teatrals estrenades, d'un, dos i tres actes, com així també de més breu durada, són:
- Cuando cantan las guitarras, 1932;
- Don Cirilo Picaflor, 1937;
- Novio con mucha memoria, 1954;
- El malón de las sombras, 1955;
- El Clamor en llamas, 1958;
- La fundación de Córdoba, 1980;
- Ella y él, pero ni ella ni él…, 1991

L'any 2003, Argentores (Societat General d'Autors de l'Argentina) va premiar la seva obra teatral El lloro de la vecina, que es va representar per tota Argentina.

### Obres de radioteatre
Des de 1932 van ser transmesos més d'un miler de capítols de la seva autoria, en radioteatres unitaris i en novel·les d'un mes de durada, per emissores de Córdoba, Rosario, Catamarca i altres ciutats, per diversos elencs:
- Nunca miento amor mío, 1935;
- El romance de la Chacha, 1936;
- El resplandor de la sangre, 1952;
- La tierra condenada, 1956;
- Jack Pearson y el otro…, 1959, etc.

L'11 de setembre de 2007, el «Dia de l'Autor», en l'acte de lliurament dels Premis de Producció d'Autor de l'any 2006, Argentores li va atorgar el «Gran Premi d'Honor Ràdio 2007».